# Ishpreet Singh Chadha
Ishpreet Singh Chadha (hindi इशप्रीत सिंह चढ्ढा ur. 30 maja 1996 w Mumbaju) – indyjski snookerzysta. Zdobył dwuletnią kartę World Snooker Tour, która obowiązuje od sezonu snookerowego 2023–2024.

## Kariera
Pochodzący z Mumbaju w Maharasztrze Chadha i Kreishh Gurbaxani byli opisywani jako podopieczni byłego indyjskiego snookerzysty Yasina Merchanta.
W kwietniu 2022 roku Chadha pokonał Pushpendera Singha i wygrał ogólnoindyjskie mistrzostwa snookera Bangalore Snooker Academy. W grudniu 2022 roku Chadha został koronowany na mistrza SAARC w snookerze w Dhace, pokonując Ahsana Ramzana w drodze do finału, a następnie swojego rodaka z Indii, Brijesha Damana w finale. W tym samym miesiącu pokonał Pankaja Advaniego i wygrał krajowe mistrzostwa w snookerze na sześciu czerwonych w Indore.
W czerwcu 2023 r. Chadha dotarł do finału Q School Asia-Oceania w Bangkoku, pokonując m.in. Pakistańczyka Sharjeela Mahmooda Asmata i Yu Kiu Changa z Hongkongu. W ostatniej rundzie pokonał Hon Man Chau i tym samym zdobył dwuletnią kartę do World Snooker Tour od sezonu snookerowego 2023/2024.

### Sezon 2023/24
Sezon rozpoczął od Championship League 2023, które odbyło się na Morningside Arena w Leicester od 26 czerwca 2023. Rozpoczął od remisu z jednym z 16 najlepszych zawodników, Davidem Gilbertem, a zakończył fazę grupową zwycięstwem nad Seanem O'Sullivanem. W sierpniu 2023 pokonał Manasawina Phetmalaikula 4-1 i zakwalifikował się do finałów British Open 2023. Podczas wydarzenia odniósł największe zwycięstwo w swojej karierze, pokonując byłego mistrza świata Stuarta Binghama. We wrześniu 2023 pokonał również Anthony'ego McGilla i zakwalifikował się do Wuhan Open 2023. Odniósł drugie zwycięstwo w sezonie nad Stuartem Binghamem kwalifikując się do turnieju World Open, wygrywając 5-3. W styczniu 2024 odniósł największe zwycięstwo w swojej karierze, pokonując mistrza świata Lucę Brecela 5-2 podczas turnieju German Masters 2024.

### Sezon 2024/25
Dotarł do trzeciej rundy turnieju Saudi Arabia Snooker Masters 2024, gdzie przegrał z Hosseinem Vafaei.
Podczas turnieju English Open 2024 w Brentwood we wrześniu 2024 dotarł do półfinału, pokonując He Guoqianga, Jaka Jonesa, Hosseina Vafaei, byłego mistrza świata Graeme Dotta i czterokrotnego mistrza świata Marka Selby'ego. Dzięki temu został pierwszym indyjskim graczem, który dotarł do półfinału turnieju rankingowego od czasów Adityi Mehty w 2013 roku. Chadha przegrał z Wu Yize w półfinale, nie wygrywając ani jednej partii.

## Życie osobiste
Wcześniej był zawodowym graczem e-sportowym.

## Występy w turniejach w karierze
| Ranking                      |               |               | 80            |
| Turnieje rankingowe          |               |               |               |
| Championship League          | NR            | RR            | RR            |
| Xi'an Grand Prix             | nie rozegrano | nie rozegrano | LQ            |
| Saudi Arabia Masters         | nie rozegrano | nie rozegrano | 3R            |
| English Open                 | A             | LQ            | SF            |
| British Open                 | NH            | 2R            | LQ            |
| Wuhan Open                   | NH            | 1R            | 1R            |
| Northern Ireland Open        | A             | LQ            | 1R            |
| International Championship   | A             | LQ            | LQ            |
| UK Championship              | A             | LQ            | LQ            |
| Shoot Out                    | A             | 1R            | 2R            |
| Scottish Open                | A             | 1R            | 2R            |
| German Masters               | A             | 2R            | LQ            |
| Welsh Open                   | A             | LQ            | 2R            |
| World Open                   | A             | 1R            | 1R            |
| World Grand Prix             | DNQ           | DNQ           | DNQ           |
| Players Championship         | DNQ           | DNQ           | DNQ           |
| Tour Championship            | NH            | DNQ           | DNQ           |
| World Championship           | A             | LQ            | LQ            |
| Dawne turnieje rankingowe    |               |               |               |
| Indian Open                  | 1R            | nie rozegrano | nie rozegrano |
| European Masters             | A             | 1R            | NH            |
| Dawne turnieje nierankingowe |               |               |               |
| Six-red World Championship   | 2R            | nie rozegrano | nie rozegrano |

| Legenda tabeli wyników              | Legenda tabeli wyników       | Legenda tabeli wyników                     | Legenda tabeli wyników                                                              | Legenda tabeli wyników                     | Legenda tabeli wyników                     |
| ----------------------------------- | ---------------------------- | ------------------------------------------ | ----------------------------------------------------------------------------------- | ------------------------------------------ | ------------------------------------------ |
| LQ                                  | odpadnięcie w kwalifikacjach | #R                                         | odpadnięcie we wczesnej fazie turnieju (WR = runda dzikich kart, RR = faza grupowa) | QF                                         | przegrana w ćwierćfinale                   |
| SF                                  | przegrana w półfinale        | F                                          | przegrana w finale                                                                  | W                                          | zwycięstwo                                 |
| DNQ                                 | nie zakwalifikował/a się     | A                                          | nie brał/a udziału                                                                  | WD                                         | zrezygnował/a w trakcie turnieju           |
| Legenda oznaczeń w tabelach wyników |                              |                                            |                                                                                     |                                            |                                            |
| NH / Nie roz.                       | NH / Nie roz.                | Turniej nie odbył się.                     | Turniej nie odbył się.                                                              | Turniej nie odbył się.                     | Turniej nie odbył się.                     |
| NR / Nie-rank.                      | NR / Nie-rank.               | Turniej nie był zaliczany jako rankingowy. | Turniej nie był zaliczany jako rankingowy.                                          | Turniej nie był zaliczany jako rankingowy. | Turniej nie był zaliczany jako rankingowy. |
| R / Rank.                           | R / Rank.                    | Turniej był zaliczany jako rankingowy.     | Turniej był zaliczany jako rankingowy.                                              | Turniej był zaliczany jako rankingowy.     | Turniej był zaliczany jako rankingowy.     |
| MR / Minor-Rank.                    | MR / Minor-Rank.             | Turniej był zaliczany jako minor ranking.  | Turniej był zaliczany jako minor ranking.                                           | Turniej był zaliczany jako minor ranking.  | Turniej był zaliczany jako minor ranking.  |

## Finały w karierze

### Finały amatorskie: 4 (3-1)
| Rezultat  |    | Rok  | Turniej                         | Przeciwnik     | Wynik |
| --------- | -- | ---- | ------------------------------- | -------------- | ----- |
| Zwycięzca | 1. | 2015 | Mistrzostwa Indii do lat 17     | Shobhit Sethi  | 3–0   |
| Zwycięzca | 2. | 2021 | Mistrzostwa Indyjskich Amatorów | Malkeet Singh  | 6–3   |
| Finalista | 1. | 2022 | Mistrzostwa Azji                | Amir Sarkhosh  | 0–5   |
| Zwycięzca | 3. | 2022 | Mistrzostwa SAARC               | Brijesh Damani | 7–3   |